# Garnison

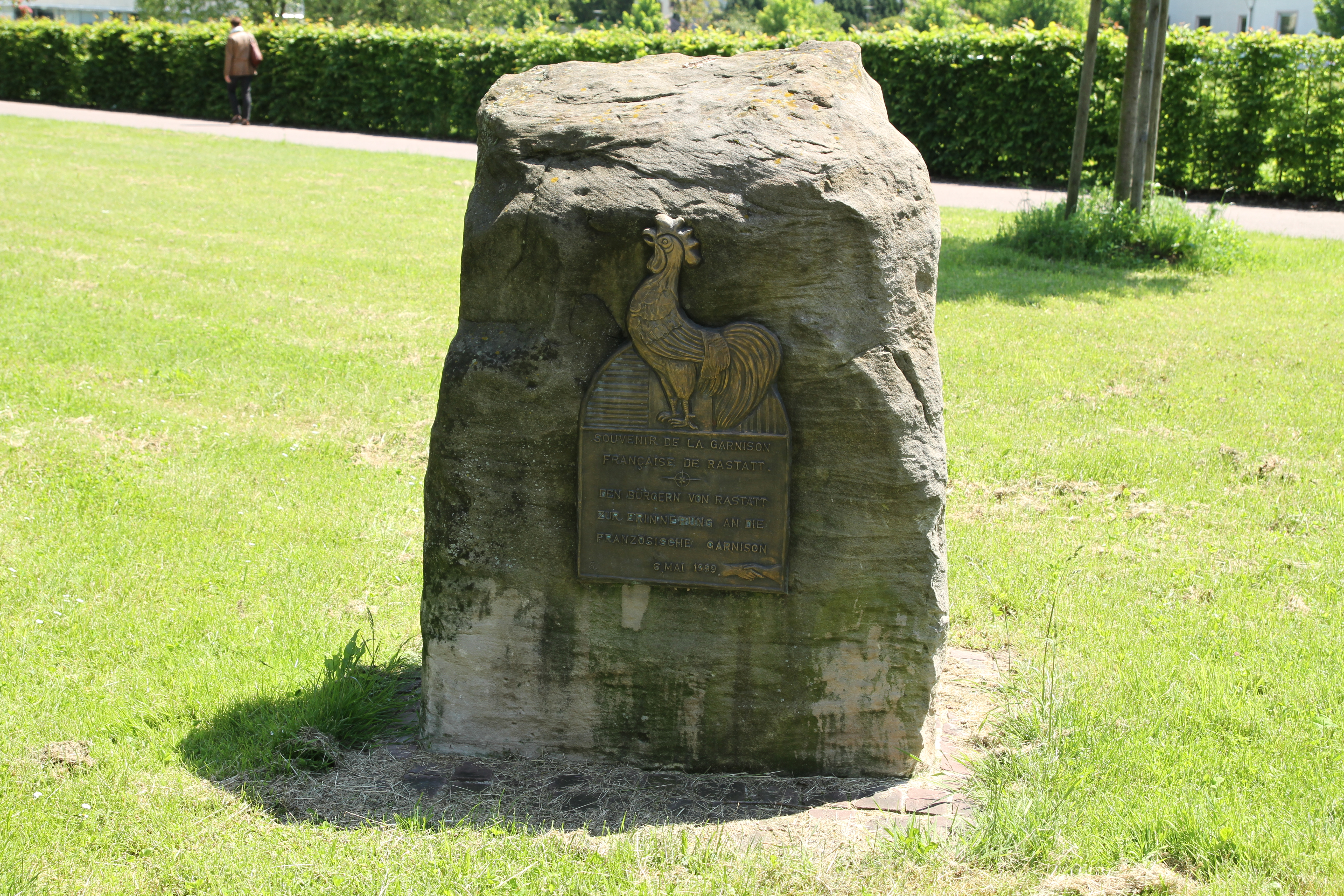
Gedenkstein der französischen Garnison in Rastatt

Eine Garnison (aus altfranzösisch garnison für Besatzung, Ausrüstung) ist die allgemeine Bezeichnung für einen Ort, an dem militärische Verbände, Truppenteile, Einheiten, Teileinheiten, militärische Dienststellen oder Einrichtungen und Ähnliches ständig untergebracht sind. Auch die dort untergebrachten militärischen Formationen werden in der Regel als Garnison bezeichnet.

## Entwicklung
Der Begriff Garnison stammt, wie auch Garnitur, vom mfrz. garnir, schmücken, ausrüsten. Im späten 15. Jahrhundert gelangte es ins Deutsche und verdrängte das mittelhochdeutsche hut und hutknechte, die Schutzmannschaft einer Stadt oder Festung. Ab etwa 1600 erweiterte sich die Bedeutung auf den Ort der „garnisonierenden“ (stationierten) Truppen. Im Laufe des 18. und 19. Jahrhunderts wurden die Garnisonstruppen kaserniert anstatt in Bürgerquartieren untergebracht.
Der in einem Garnisonort dem Dienstgrad nach dienstälteste Offizier wurde in Deutschland Garnisonältester (heute: Standortältester) genannt und war Vorgesetzter der gesamten Garnison. Er hatte für die regelgerechte Handhabung des Garnisondienstes zu sorgen, der sich auf alle die Garnison in ihrer Gesamtheit betreffenden Verrichtungen, wie Wachdienst, Gerichtsdienst, Arbeitsdienst und ähnliches bezog.
Die Bestimmungen über die Handhabung des Garnisondienstes waren für das Deutsche Reich in der Garnisondienstvorschrift vom 15. März 1902 enthalten. Größere Garnisonorte und Festungen hatten besondere Kommandanten, denen zur Unterstützung noch ein Platzmajor beigegeben war. Große Festungen und Hauptstädte hatten zusätzlich einen Gouverneur.
Für die Orte der Garnisonen war die Anwesenheit der militärischen Einrichtungen in der Regel attraktiv, weil neben den direkten Umsätzen der Soldaten für persönliche Bedürfnisse auch die Aufträge und Einkäufe der Militärverwaltungen sowie Bautätigkeiten und sonstige Infrastrukturmaßnahmen den Orten und der Region zugutekamen. In größeren Garnisonsorten Deutschlands gab es Einrichtungen wie Tanzcafés sowie Standort- oder Garnisonkirchen, die eigens für den Besuch der am Ort stationierten Soldaten vorgesehen waren.
In Deutschland nennt man eine Garnison heute Standort, in Österreich ist der Begriff Garnison nach wie vor gebräuchlich. In der Schweiz spricht man vom Waffenplatz. In früheren Zeiten waren Garnisonen oftmals mit Zeughäusern oder Arsenalen verbunden oder benachbart untergebracht.